# Caletorellus
Caletorellus is een geslacht van hooiwagens uit de familie Epedanidae.
De wetenschappelijke naam Caletorellus is voor het eerst geldig gepubliceerd door Roewer in 1938. 

## Soorten
Caletorellus is monotypisch en omvat slechts de volgende soort:
- Caletorellus siamensis